# São Óscar
São Óscar é uma aldeia de São Tomé e Príncipe, localiza-se no Distrito de Lembá, ilha de São Tomé, próxima às localidades de Cadão, Esprainha e José Luís.